# Emile Berliner
Emile Berliner (Hannover, 20 mei 1851 - Washington D.C., 3 augustus 1929) was een Duits-Amerikaanse elektrotechnicus en uitvinder van Joodse komaf.
Hij emigreerde in 1870 naar de Verenigde Staten en kwam daar bij de Bell Telephone Company terecht. Daar ontwikkelde hij de geluidsweergavetechniek aanzienlijk door zowel Edisons microfoon als diens fonograaf te verbeteren.
De fonograafrol verving hij door een platte schijf met een groef in spiraalvorm. De geluidsgolven werden in het zogenoemde Berlinerschrift (horizontaal, i.p.v. verticaal) geregistreerd. Tevens vond hij geschikter materiaal voor de platen, namelijk een met was bedekte zinkplaat.
Voor de exploitatie van zijn uitvindingen richtte hij te Philadelphia de Berliner Gramophone Company op.
- Bibliothèque nationale de France: cb140019473 (data)
- CiNii: DA12028390
- Gemeinsame Normdatei: 116136146
- International Standard Name Identifier: 0000 0000 8235 9869
- Library of Congress Control Number: n84804050
- MusicBrainz: 4de55402-e369-4c48-9850-7248403f507a
- Nationale Bibliotheek van Tsjechië: ntk2017962911
- Nationale Bibliotheek van Israël: 987007258395605171
- Nederlandse Thesaurus van Auteursnamen: 125269552
- SNAC: w6tg0q17
- Virtual International Authority File: 54892311
- WorldCat: E39PBJdmmK6qpghH74Y497kkXd